# Sedelsberg
Sedelsberg (Saterfries: Seedelsbierich) is een dorp en voormalige gemeente in de Duitse deelstaat Nedersaksen. In 1974 werd de tot dan zelfstandige gemeente onderdeel van de nieuw gevormde gemeente Saterland in het Landkreis Cloppenburg.
Het dorp ligt aan de spoorlijn Cloppenburg - Ocholt. De lijn wordt niet meer gebruikt voor personenvervoer. In het zomerseizoen rijdt er een museumlijn.
- Virtual International Authority File: 243203648